# ویلیام بل دینزمور
ویلیام بل دینزمور (انگلیسی: William Bell Dinsmoor Jr.; ۲ ژوئیهٔ ۱۹۲۳ – ۷ ژوئیهٔ ۱۹۸۸) انسان‌شناس، و باستان‌شناس کلاسیک اهل ایالات متحده آمریکا بود.